# Herman I van Werl
Herman I van Werl (rond 945 - rond 985) was Graaf van Werl. Hij was van hoogadelige afkomst. Na een missie naar het Bourgondische hof trouwde hij met Gerberga van Bourgondië, een dochter van de Bourgondische koning, Koenraad van Bourgondië. In de laatste jaren van zijn leven speelde hij een belangrijke rol in het net ontstane Heilig Roomse Rijk. 

## Afkomst
Herman I van Werl is de eerste vertegenwoordiger van het Huis Werl, waarvan enige betrouwbare gegevens bekend zijn. Onduidelijk is of een Herman die rond 913 in Meschede wordt genoemd zijn grootvader en een in 947 en 955 genoemde Hendrik zijn vader was. Mogelijkerwijs was een Bernhard, die grafelijke rechten had in Hellweg en andere plaatsen in het noorden van Westfalen, een broer.

## Voetnoten
1. ↑  Kan er een jaar of tien naast zitten